# 皮斯基 (米爾霍羅德區)
50°22′32″N 33°26′54″E / 50.37556°N 33.44833°E
皮斯基（烏克蘭語：Піски）是位於烏克蘭中部波爾塔瓦州裏米爾霍羅德區的村莊，處於蘇拉河畔，距離皮索奇基1公里，始建於1092年，面積5.94平方公里，海拔高度105米，2017年人口2,230。